# Brachyhypopomus degy
Brachyhypopomus degy — вид гімнотоподібних риб родини Hypopomidae. Описаний у 2021 році.

## Поширення
Ендемік Бразилії. Мешкає у верхів'ї річок Жипарана та Журуєна в басейні Амазонки.